# Incheon (métro de Séoul)
Incheon (hangeul : 인천역 ; hanja : 仁川驛)  est une station terminus et de correspondance entre la ligne 1 et la ligne Suin–Bundang du métro de Séoul. Elle est située au 269 Jemulryang-ro, quartier Gaehang-dong, dans l'arrondissement Jung-gu de la ville d'Incheon, à l'ouest de Séoul en Corée du Sud. Elle permet également les correspondances avec le monorail touristique Wolmi Sea Train (en).
La gare d'origine, principalement une gare marchandises, ouvre en 1899, le bâtiment actuel est réalisé en 1960 pour remplacer la gare détruite lors de la guerre de Corée. Le début de la desserte de type station de métro de la ligne 1 est ouvert en 1974. Elle devient une station de correspondance du métro avec la mise en service de la ligne Suin, mise à deux voies et électrifiée, en 2014. Le service de la ligne Suin-Bundang, qui remplace celui de la ligne Suin, débute en 2020.
La station est desservie par les rames omnibus et du Gyeongwon Express de la ligne 1 et par les rames omnibus de la ligne Suin-Bundang.

## Situation sur le réseau

Plan du réseau (2023)

La station Incheon est une station terminus et de correspondance de la ligne 3 et la ligne Suin–Bundang du métro de Séoul :
sur la ligne 1, établie en aérien, elle est le terminus ouest de la ligne située avant la station Dowon, en direction du terminus nord-est Yeoncheon ;
sur la ligne Suin–Bundang, établie en souterrain, elle est le terminus ouest de la ligne située avant la station Sinpo en direction du terminus est Cheongnyangni.
Elle permet également les échanges avec la station de départ et d'arrivée de la ligne de monorail touristique circulaire du Wolmi Sea Train (en). 

## Histoire

### Gare ferroviaire
La gare d'Incheon est mise en service le 18 septembre 1899, lors de l'ouverture à l'exploitation de la section d'Incheon à Noryangjin de la ligne Gyeongin (ko). La construction du premier bâtiment de la gare s'achève le 1er mai 1900.

Gare d'Incheon en 1908
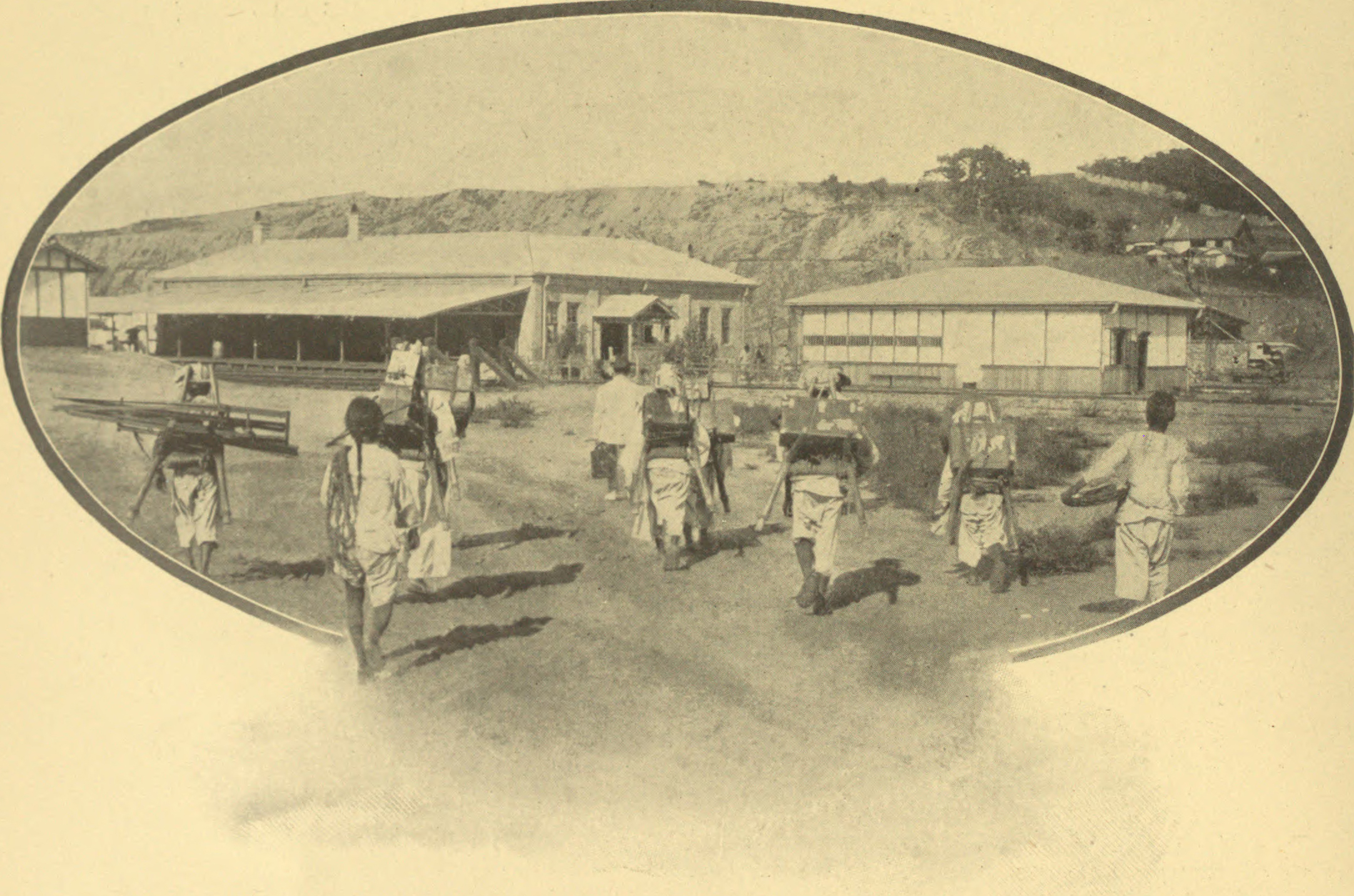
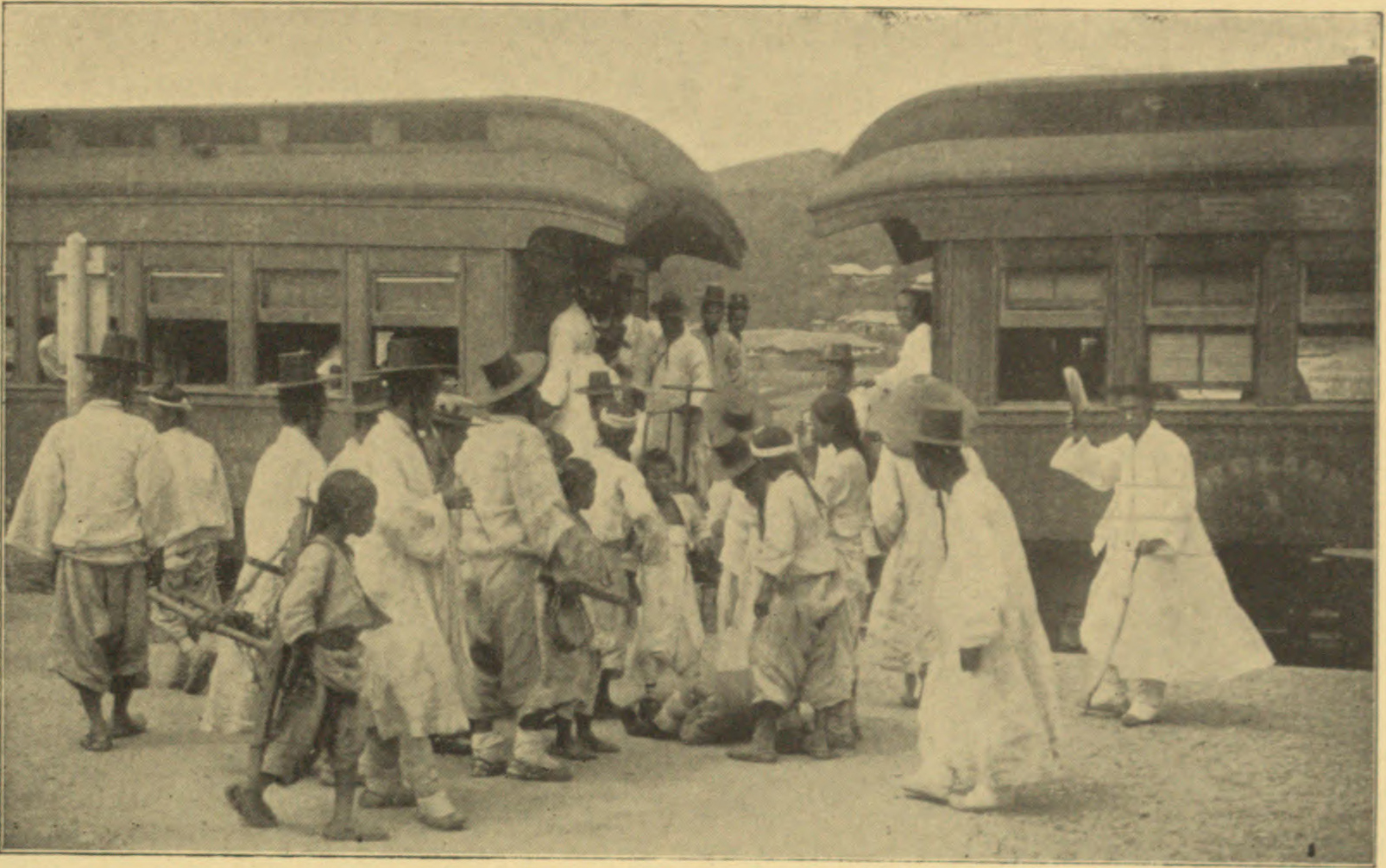

Le 6 août 1937 a lieu l'ouverture à l'exploitation de la section de Suwon au port d'Incheon de la ligne Suin. Cette première gare est détruite, en 1950, lors de la Guerre de Corée. Un nouveau bâtiment moderne, construit en béton armé, est ouvert le 17 juin 1960. La mise à double voie de la section Incheon - Yeongdeungpo est opérationnelle le 18 septembre 1965. Elle dispose alors d'une voie sur le quai du port et de voies de services spécifiques pour le trafic marchandises. Elle est aménagée pour accueillir un maximum de 1 315 wagons, alors que le service voyageurs est faible. Puis au fil des années la tendance s'inverse, la ligne Geyongin devenant une importante ligne de transport des voyageurs, notamment navetteurs et étudiants, du fait de l'étalement de la zone métropolitaine de Séoul.

### Station de métro
Les services sur la ligne 1 du métro de Séoul ont commencé le 15 août 1974, tandis que sur la ligne Suin fut reconstruite le 27 février 2016. La gare d'Incheon est également devenue une jonction de trois lignes ferroviaires avec l'ajout en 2019 DU  Wolmi Sea Train

## Services aux voyageurs

### Accès et accueil
La station est située au 269 Jemulryang-ro, quartier Gaehang-dong, dans le centre-ville d'Incheon. Elle dispose de trois bouches, la n°1 est un accès directe dans le bâtiment de 1960, permettant un accès aux quais de la ligne 1. La station souterraine de la ligne Suin-Bundang est accessibles, directement par les bouches n°2 et n°3, situées sur la Jemullyang-ro, ou par le tunnel piétonnier de correspondance qui relie la station souterraine et la station aérienne. La station dispose de billetteries avec des automates pour les titres de transport.

### Desserte

#### Station ligne 1
Incheon ligne 1 est une station aérienne disposant de trois lignes à quais en extérieur. Elle est desservie par les rames omnibus entre Incheon et Yeoncheon et les rames du Gyeongwon Express qui circulent entre Incheon et Dongducheon.

Installations ligne 1
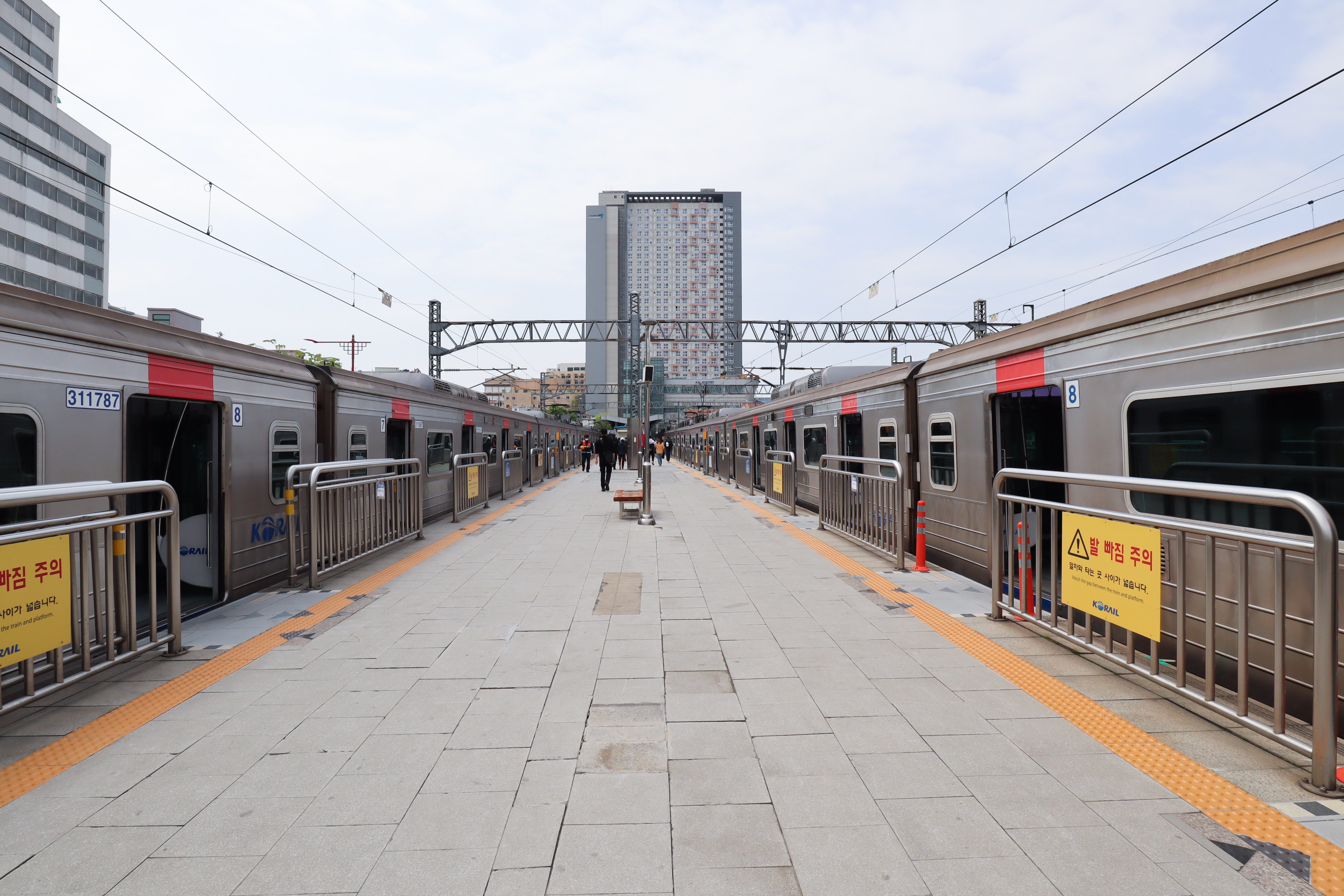
En 2023.
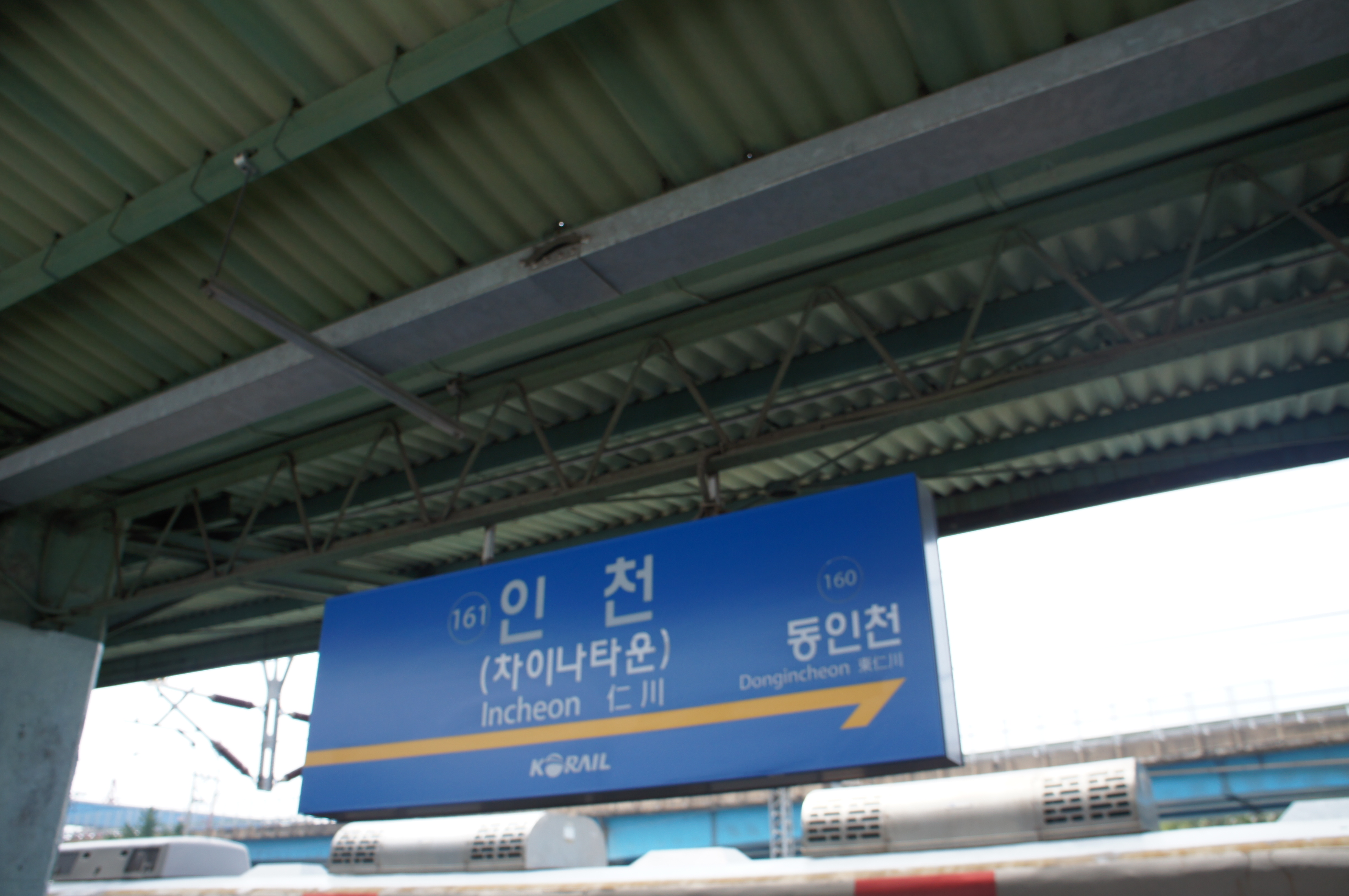
En 2014.
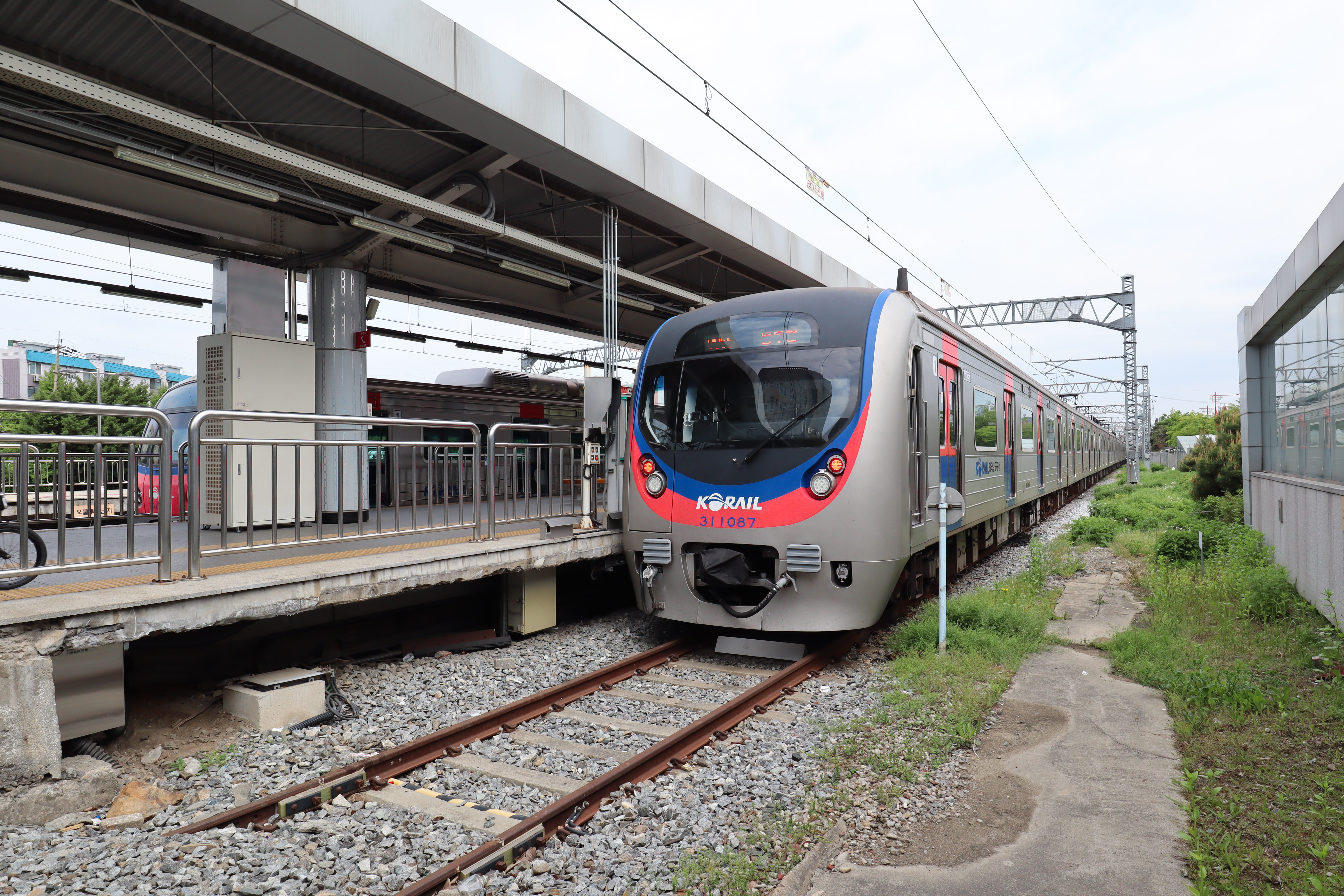
En 2023.

#### Station ligne Suin–Bundang
Incheon ligne Suin–Bundang est une station souterraine disposant de deux lignes à quais, équipés de portes palières. Elle est desservie par les rames omnibus entre Incheon et Cheongnyangni.

Installations ligne Suin–Bundang
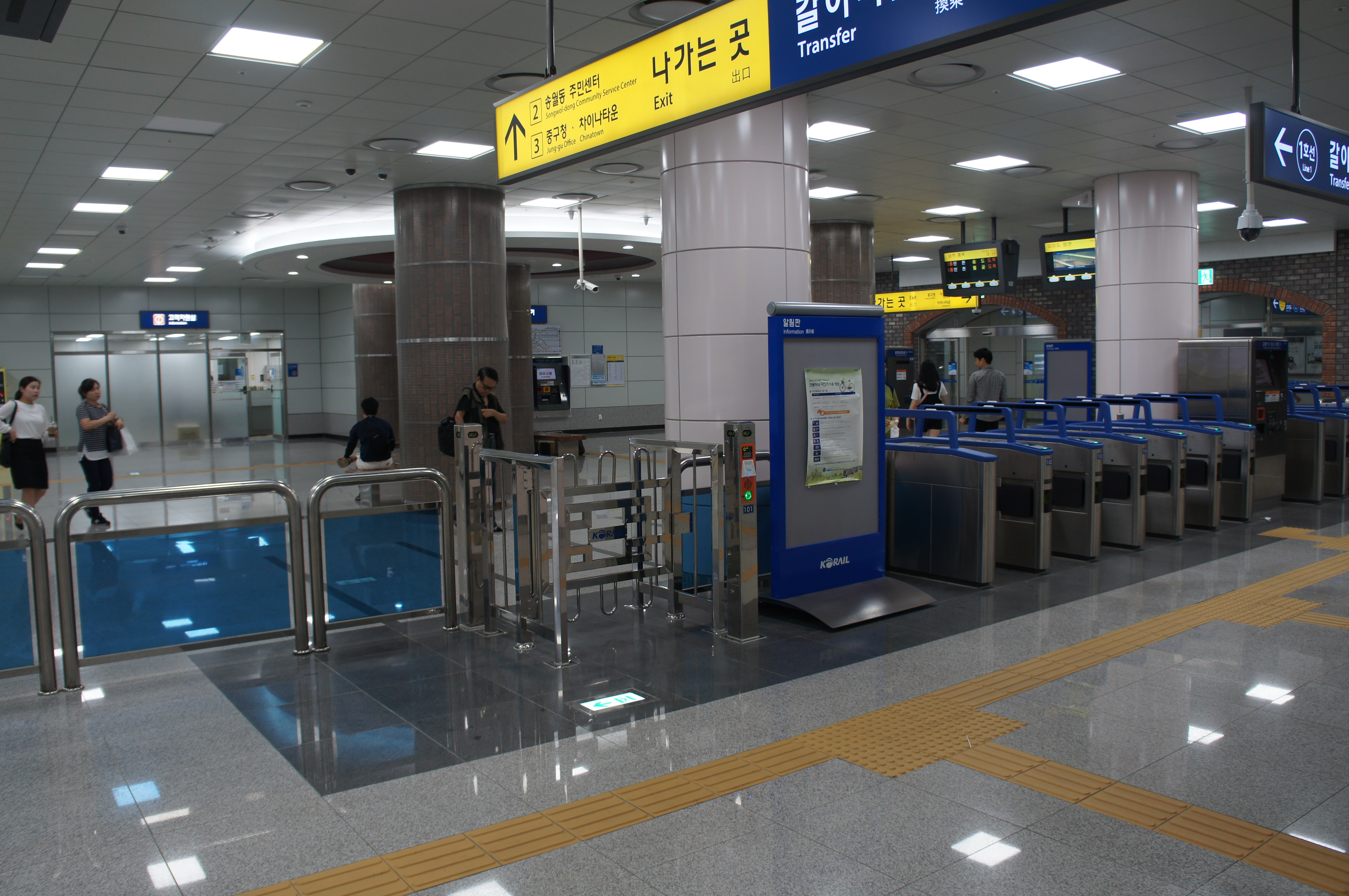
En 2016.
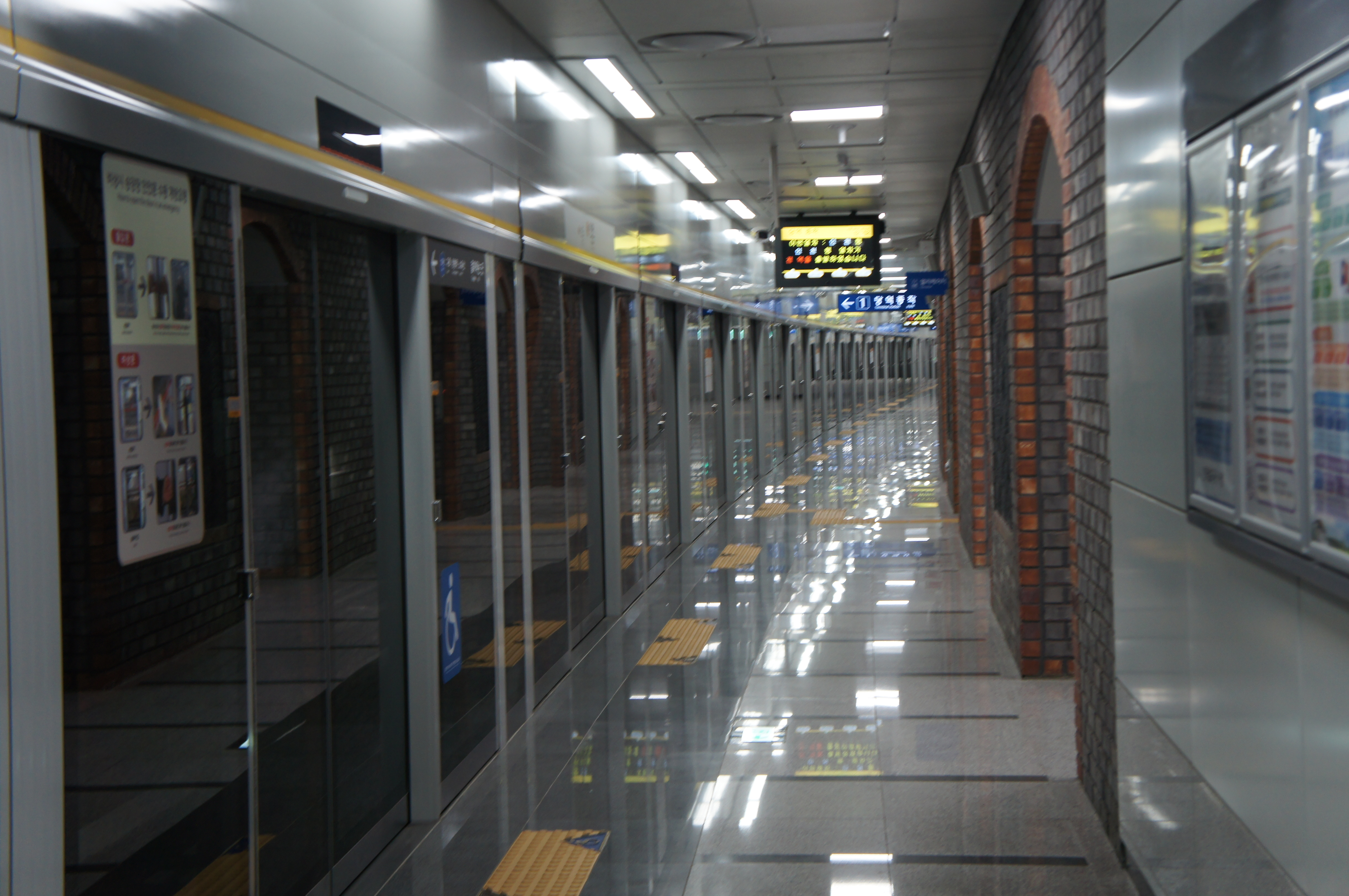
En 2016.
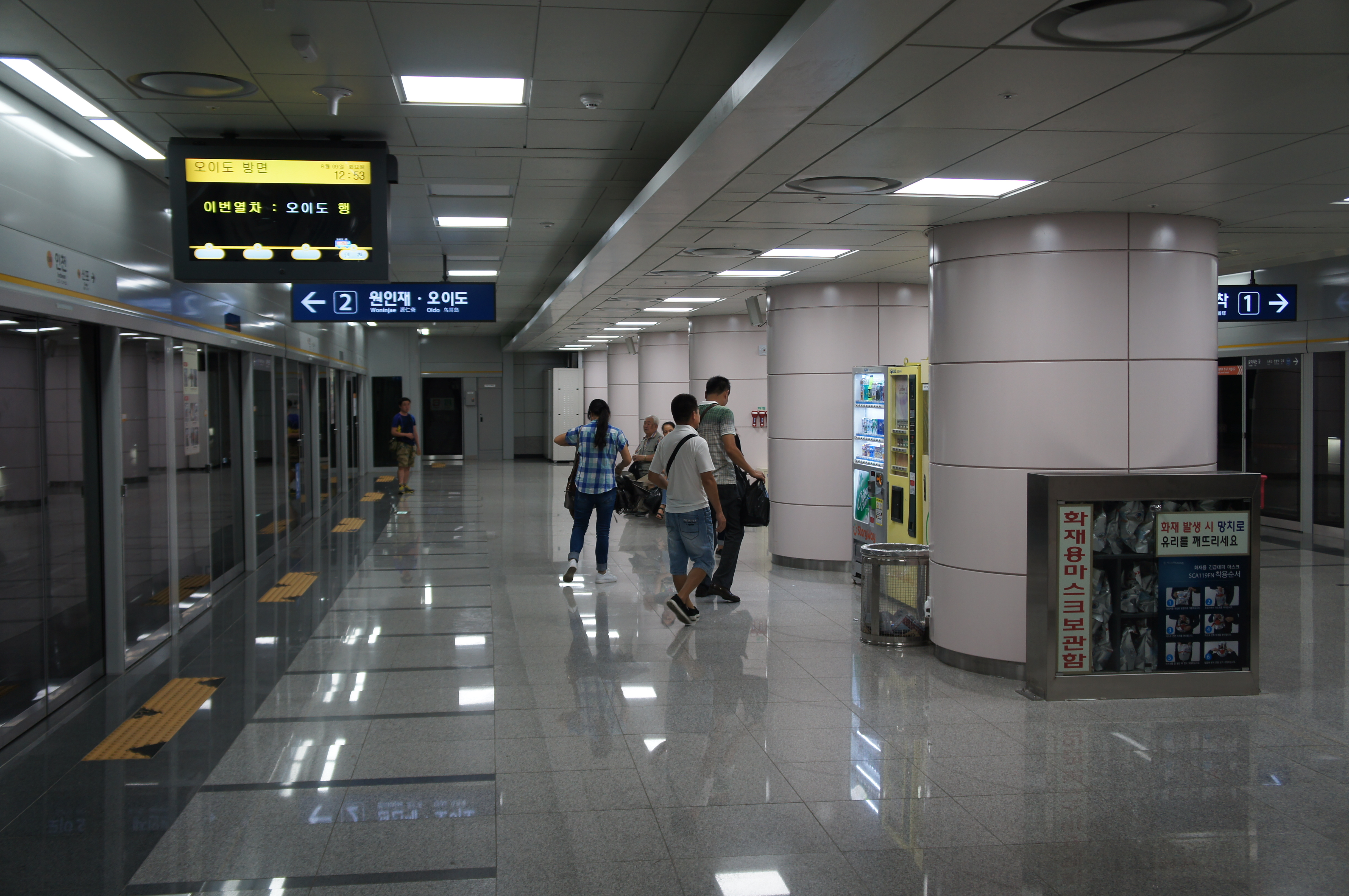
En 2016.

### Intermodalité
Des arrêts de bus sont situés à proximité, ainsi que la station d'origine et de destination de la ligne circulaire du monorail touristique Wolmi Sea Train (en) qui dessert les sites de loisirs de l'île de Wolmido (en).

## À proximité
Par la Sortie 1 : Chinatown, Freedom Park (자유공원), Port d'Incheon, ile de Wolmido (en) via le monorail, Musée Jajangmyeon (짜장면박물관).